# Virtus Pallacanestro Bologna 1981-1982

## Roster
| Sinudyne Bologna 1981-82 | Sinudyne Bologna 1981-82 |
| Giocatori                | Staff tecnico            |
| ------------------------ | ------------------------ |

| N. | Naz.                   | Ruolo | Nome                 | Anno | Alt.   | Peso |  |
| -- | ---------------------- | ----- | -------------------- | ---- | ------ | ---- |  |
| 4  | Stati Uniti (bandiera) | PG    | Zam Fredrick         | 1959 | 185 cm |      |  |
| 5  | Italia (bandiera)      | G     | Domenico Fantin      | 1961 | 196 cm |      |  |
| 6  | Italia (bandiera)      | G     | Francesco Cantamessi | 1958 |        |      |  |
| 7  | Italia (bandiera)      |       | Maurizio Pedretti    | 1961 |        |      |  |
| 8  | Italia (bandiera)      | G     | Maurizio Ferro       | 1959 | 192 cm |      |  |
| 9  | Italia (bandiera)      | A     | Moris Masetti        | 1963 |        |      |  |
| 10 | Italia (bandiera)      | A     | Renato Villalta (c)  | 1955 | 204 cm |      |  |
| 11 | Stati Uniti (bandiera) | C     | Elvis Rolle          | 1958 | 205 cm |      |  |
| 12 | Italia (bandiera)      | AC    | Pietro Generali      | 1958 | 207 cm |      |  |
| 13 | Italia (bandiera)      | C     | Ugo Govoni           | 1959 | 207 cm |      |  |
| 14 | Italia (bandiera)      | GA    | Maurizio Ragazzi     | 1964 | 190 cm |      |  |
| 15 | Italia (bandiera)      | A     | Marco Bonamico       | 1957 | 200 cm |      |  |

| Allenatore                       |
| Aza Nikolić                      |
| Assistente/i                     |
| - Nessuno Legenda - (C) Capitano |

## Risultati
- Serie A1:
  - prima fase: 5ª classificata su 14 squadre (15-11)
  - playoff: semifinalista (5-3)
- Coppa delle Coppe: semifinalista (4-4)